# Leandra glomerata
Leandra glomerata là một loài thực vật có hoa trong họ Mua. Loài này được (Naudin) Judd & Skean mô tả khoa học đầu tiên năm 1991.